# Seán Lester
Seán Lester (28 de setiembre de 1888, Carrickfergus-13 de junio de 1959, Galway) fue un diplomático irlandés y el último secretario general de la Sociedad de Naciones desde el 31 de agosto de 1940 hasta el 18 de abril de 1946.

## Biografía

### Primeros años
Nació en el condado de Antrim como John Ernest Lester, hijo del comerciante protestante Robert Lester y su esposa, Henrietta Ritchie. Aunque la ciudad de Carrickfergus, donde nació y creció, era fuertemente unionista, se unió a la Liga Gaélica en su juventud y se unió a la causa del nacionalismo irlandés. De joven, se unió a la Hermandad Republicana Irlandesa. Trabajó como periodista para el North Down Herald y otros periódicos del norte antes de mudarse a Dublín, donde encontró trabajo en el Freeman's Journal. Para 1919, ascendió hasta convertirse en su editor de noticias.
En 1920 se casó con Elizabeth Tyrrell, hija del concejal J. Tyrrell de Belfast, y tuvieron tres hijas, Dorothy Mary, Ann y Patsy.

### Carrera diplomática
Lester inició en 1920 una carrera como funcionario administrativo en el gobierno del Estado Libre Irlandés, y tres años después se integró al Departamento de Relaciones Exteriores de su país. En 1929 fue enviado a Ginebra, Suiza, como delegado permanente del gobierno irlandés en la Sociedad de Naciones, y al año siguiente logró que Irlanda ocupase un puesto en el Comité Ejecutivo de dicha organización por un plazo de tres años.
Cuando Perú y Colombia tuvieron una disputa por una ciudad en las cabeceras del Amazonas, Lester presidió el comité que encontró una solución equitativa. También presidió el comité menos exitoso cuando Bolivia y Paraguay entraron en guerra por el Gran Chaco.
En 1933, Lester fue asignado al Secretariado de la Liga y enviado a Danzig (actual Gdansk, Polonia), donde ocupó el cargo de alto comisionado de la Liga de Naciones entre 1934 y 1937. La Ciudad Libre de Danzig fue escenario de una crisis internacional emergente entre la Alemania nazi y la comunidad internacional por la cuestión del corredor polaco y su relación con el Tercer Reich. Lester protestó repetidamente ante el gobierno alemán por la persecución y discriminación de los judíos y advirtió a la Liga del desastre que se avecinaba para Europa. Fue boicoteado por los representantes del Reich alemán y del Partido Nacionalsocialista Obrero Alemán en Danzig.
En agosto de 2010, una habitación del Ayuntamiento de Gdansk, el edificio que había sido la residencia de Lester durante su estancia, fue rebautizada por el alcalde Paweł Adamowicz como la Sala Seán Lester.